# Departamento Chalileo
Das Departamento Chalileo liegt im Westen der Provinz La Pampa im Zentrum Argentiniens und ist eine von 22 Verwaltungseinheiten der Provinz. 
Im Norden grenzt es an die Provinzen Mendoza und San Luis, im Westen an das Departamento Chical Co, im Osten an das Departamento Loventué und im Süden an das Departamento Limay Mahuida.
Hauptstadt des Departamento ist Santa Isabel.
Koordinaten: 36° 18′ S, 66° 42′ W